# Stradavanje djece u Slavonskom Brodu
Tijekom Domovinskog rata na području brodske Posavine poginulo je 28 djece. U Domovinskom ratu poginulo je 402 djevojčice i dječaka, dok je na području Općine Slavonski Brod samo u jednoj godini 1992. čak je 27-ero djece ubijeno na pragu svoga doma, a 65 ih je ranjeno za što do danas 2020. godine, nitko nije odgovarao za ovaj zločin.

Nedjelja, 3. svibnja 1992. bila je krvava nedjelja za Slavonski Brod i grad je proživljavao jedan od najtežih trenutaka u svojoj povijesti. U tim napadima i u eksplozijama topničkih ili minobacačkih granata ispaljenih iz Bosne ili u prasku bombi izbačenih iz zrakoplova koji su uzletjeli sa zračnih luka u Srbiji i Bosni, poginulo je 16 osoba, od toga šestero djece, ranjeno je 60 osoba, od toga 30 teško. Marinko Marinković imao je samo godinu i pol kada je njegov život 3. svibnja 1992. prekinula srpska granata. U službenom izvješću je zapisano: "Srpski zločinački zrakoplovi najintenzivnija borbena djelovanja imali su od 2. do 8. svibnja 1992. pri čemu su izveli 65 napada s 200 naleta u području cilja. Borbena djelovanja izvršena su u 80 posto slučajeva. U napadima je sudjelovalo 100 zrakoplova, a izvršeno je i blizu 60 izviđačkih letova s 30 zrakoplova. Jugosrpsko ratno zrakoplovstvo u svojim zločinačkim namjerama koristilo je najrazornija raspoloživa streljiva, jer je cilj bio uništiti, razoriti i ubiti. Iz tih krvožednih zrakoplova izbačeno je: oko 70 aviobombi od 250 kg tipa RAB, PRAB i slično, 24 vođene aviobombe od 250 kg. tipa MAWERICK, četiri kasetne bombe tipa BELL 755, 60 navođenih raketnih zrna tipa MUNJA čiji tip odgovara raketama VBR-a tipa Oganj i Plamen." U Slavonskom Brodu podignut je spomenik "Djevojčica" u spomen na dvadeset i devetero brodske djece koja su poginula tijekom Domovinskog rata.

| Dob - Broj djece | Ranjena djeca | Poginuli iz općine Slavonski Brod | Ranjeni iz općine Slavonski Brod |
| ---------------- | ------------- | --------------------------------- | -------------------------------- |
| 0-6 5            | 0-6 9         | vojska i policija 242             | vojska i policija 993            |
| 7-10 7           | 7-10 11       | Civili 150                        | Civili 633                       |
| 11-14 9          | 11-14 22      |                                   |                                  |
| 15-17 6          | 15-17 23      |                                   |                                  |
| UKUPNO 27        | UKUPNO 65     | UKUPNO 392                        | UKUPNO 1626                      |